# Mère avant l'heure

Mère avant l'heure (Country Justice ) est un téléfilm américain réalisé par Graeme Campbell et diffusé en 1997 à la télévision.

## Synopsis
Une jeune fille se bat pour la garde de son fils qu'elle a eu à la suite du viol de son beau-père Ray.

## Fiche technique
- Réalisation : Graeme Campbell
- Scénario : Linda Taddeo
- Durée : 96 min
- Pays :  États-Unis

## Distribution
- George C. Scott : Clayton Hayes
- Rachael Leigh Cook : Emma Baker
- Don Diamont : Ray Wilcox
- Ally Sheedy : Angie Baker
- Trent McDevitt : Gary O'Leary
- Stan Kelly : Gilford Crowell
- Rick Warner : Roy Moorehead
- Joe Inscoe : Bryan O'Leary
- Michael Martin : Reverend Collins
- Sallie Wanchisn : Doctor
- Bethany Cline : Jeannie Frazier
- Andrew Milam : Tony Frazier
- Lenny Steinline : Stu Griffith
- J.C. Quinn : Jimmy Tulin
- Richard Fullerton : Frank Loca
- Jim Grimshaw : Judge #1
- Tom Mason : Judge #2
- Chuck DeSane : Sheriff
- Deet Reed : Deputy Alden
- Bart McGullion : Trooper
- Laura Whyte : Claire Hayes
- Patrick Miller : Highway Hawk
- Riley Ordyne : Trucker
- William Frank Priddy : Deputy #2
- Keith Flippen : Deputy #4
- Greg Harpold : Deputy #5
- Greg Gault : Deputy #6
- Frank Taylor : Deputy #7
- Elaine Bays Simpson : Trooper #8
- Jonathan Tabler : Miner #1
- David Ryker : Miner #2
- Stuart Greer : Man in Bar
- Bob Foster : Deputy #2
- Helen Crisp : Court Officer